# NTT西日本-東海
株式会社NTT西日本－東海（エヌティティにしにほん－とうかい）は、愛知県名古屋市に本社を置いていた、西日本電信電話（NTT西日本、大阪市）の子会社。
2013年10月1日、NTT西日本の地域会社であった当社とNTT西日本-関西、NTT西日本-みやこ、NTT西日本-兵庫、NTT西日本-北陸、NTT西日本-中国、NTT西日本-四国、NTT西日本-九州の8社と、地域会社の子会社であったNTT西日本-中国アイティメイト、NTT西日本-四国アイティメイト、NTT西日本-九州アイティメイト、NTT西日本-関西アイティメイト、NTT西日本-北陸アイティメイトの6社の計14社が、当社を存続会社として合併するとともに、NTTビジネスソリューションズ株式会社へ商号変更した。

## 沿革
- 2006年7月1日 - 株式会社NTTマーケティングアクト名古屋、株式会社NTTネオメイト名古屋、株式会社NTTビジネスアソシエ名古屋から事業を継承して新会社設立
- 2008年7月1日 - NTT西日本-静岡、NTT西日本-岐阜、NTT西日本-三重と合併
- 2013年10月1日 - 当社含む地域会社8社とその子会社6社が当社を存続会社として合併、NTTビジネスソリューションズ株式会社へ商号変更

## 事業所
- 本社：愛知県名古屋市中区大須4-9-60 NTT上前津ビル
- 静岡事業部：静岡県静岡市葵区城東町5-1 NTT城東ビル
- 岐阜事業部：岐阜県岐阜市梅ケ枝町2-31 NTT梅ケ枝ビル
- 三重事業部：三重県津市桜橋2-149 NTT桜橋ビル
- 名古屋中央支店：愛知県名古屋市中区新栄町2-10 NTT栄ビル
- 名古屋東支店：愛知県名古屋市千種区田代本通1-35 NTT覚王山ビル
- 名古屋南支店：愛知県名古屋市港区港楽1-13-16 NTT名古屋港ビル
- 一宮支店：愛知県一宮市大江3-11-24 NTT一宮ビル
- 春日井支店：愛知県春日井市鳥居松町5-48 NTT春日井ビル[1]
- 刈谷支店：愛知県刈谷市東陽町3-51 NTT刈谷ビル
- 豊田支店：愛知県豊田市元城町1-52 NTT豊田ビル
- 岡崎支店：愛知県岡崎市康生通南3-39 NTT岡崎ビル
- 三河支店：愛知県豊橋市札木町43 NTT豊橋ビル

## 事業内容
- 情報通信・ITソリューションに関する各種通信機器、ネットワークシステム及びソフトウェアの企画、提案、設計、開発等及びコンサルティング
- 各種情報通信機器・サービス等の販売及び代理店業務
- 労働者派遣事業法に基づく人材派遣
- テレマーケティング業務に関する企画、提案、実施及びコンサルティング
- セミナー及び能力開発に関するコンサルティング業務の企画、提案、運営
- 各種イベントの企画、提案、請負等に関する業務
- ホームページ等の各種コンテンツ企画、提案、制作、販売及び印刷物・書籍等の企画、提案、制作、販売
- 経営コンサルタント業務、各種市場調査の企画、提案、実施　他
- 電気通信設備に関わる設備提案、設計、工事、保守コンサルティング及び品質管理
- 電気電信設備に関わる各種機器・機材の開発、販売、工事及び保守並びに各種ネットワークサービスの申し込み受付、販売
- 各種問い合わせ・注文受付・販売業務等　他
- ハードディスク消去サービス
- 広域イーサネット構築サービス

## 担当地域
愛知県、静岡県、岐阜県、三重県の東海4県を担当

## 関連子会社
- 株式会社 エヌ・ティ・ティ ネオメイトサービス東海